# Monolepta horni
Monolepta horni es una especie de insecto coleóptero de la familia Chrysomelidae.
Fue descrita científicamente en 1938 por Chujo.